# جيم غوردون (صحفي)
جيم غوردون (بالإنجليزية: Jim Gordon)‏ هو صحفي ومعلق رياضي أمريكي، ولد في 19 فبراير 1927 في بروكلين في الولايات المتحدة، وتوفي في 20 فبراير 2003 في Putnam Valley, New York ‏ في الولايات المتحدة.